# Philoscia paniensis
Philoscia paniensis is een pissebed uit de familie Philosciidae. De wetenschappelijke naam van de soort is voor het eerst geldig gepubliceerd in 1926 door Karl Wilhelm Verhoeff.